# بدبورگ
شهر بدبورگ در ایالت نوردراین-وستفالن در کشور آلمان واقع شده است.